# Robert Kubica
Robert Józef Kubica (født 7. december 1984 i Kraków) er en polsk racerkører. I 2005 vandt han World Series by Renault, og han kørte fra 2006 til 2009 for BMW Sauber i Formel 1. Kubica er den første polak i historien som startede i Formel 1.[kilde mangler]